# 北浦るみ
北浦 るみ（きたうら るみ、1969年 - ）は、日本の防具付き空手選手。

## 来歴
宮城県迫町出身。全日本空手道連盟錬武会、宮城県防具付空手道連盟迫町支部所属。二段。
強打で精度の高い打撃を持ち味とし、20代では第28回、第33回、第36回大会での優勝等、強豪である宮城県の有力選手の一人として実績を残す。
30代に入ると組手に円熟味を増し、第38回～第43回では6連覇を達成するなど一時代を築く。この間、カナダ代表で身長190cmを超す長身のトレーシー・マカレッカとも対戦しているが、30cmの身長差がありながらパワーで負けず、王座を譲らなかった。
第44回大会では宮城県空手道連盟における後輩である高橋成美に決勝で敗れ、それを機に一度選手を引退。
しかし、40歳となった第48回大会で再び現役復帰し優勝したことで、全国大会における10制覇を達成した。現在は迫町防具付空手道連盟支部長を務めている。

## 主な戦績
- 第28回 全国防具付空手道選手権大会 優勝
- 第33回 全国防具付空手道選手権大会 優勝
- 第36回 全国防具付空手道選手権大会 優勝
- 第38～43回 全国防具付空手道選手権大会 優勝
- 第48回 全国防具付空手道選手権大会 優勝